# Телес, Бруно Мартинс
Бру́но Ма́ртинс Те́лес (порт.-браз. Bruno Martins Teles; родился 1 мая 1986, Альворада) — бразильский футболист, защитник португальского клуба «Академика».

## Биография
Воспитанник школы команды «Гремио», в 2006 году начал профессиональную карьеру в составе этого клуба. В основной состав попадал очень редко, поэтому большую часть времени в клубе проводил на скамейке запасных. С 2008 по 2009 годы на правах аренды выступал в клубах «Португеза Деспортос», «Спорт Ресифи» и «Жувентуде», но в основном составе чаще всего выступал именно как игрок «Жувентуде» (выступил за один год в 15 матчах на позиции левого защитника).
В 2010 году перешёл в португальскую «Виторию» из Гимарайнша, сыграв за два года более 50 матчей и продемонстрировав отличный уровень выступлений. В межсезонье 2012/13 перешёл в самарские «Крылья Советов», первый матч провёл 17 сентября 2012 против «Мордовии» из Саранска.
В 2015 году Телес вернулся в Бразилию. Однако он так и не сыграл ни одного матча за «Васко да Гаму», даже несмотря на то, что клуб боролся (безуспешно) в чемпионате за выживание. Защитник лишь дважды попадал в заявку на матчи и в 2016 году сменил команду, став игроком «Можи-Мирина».